# Andreas Pöder
Andreas Pöder (* 6. April 1967 in Meran) ist ein ehemaliger Südtiroler Politiker.

## Biographie
Pöder wuchs in Lana auf. Beruflich arbeitete er nach entsprechenden Ausbildungen als Redakteur und Moderator im Hörfunk. 1995 wurde er in den Parteivorstand der Union für Südtirol (UfS) gewählt. Bei den Wahlen 1998 zum Südtiroler Landtag und damit gleichzeitig zum Regionalrat Trentino-Südtirol konnte er mit 5.877 Vorzugsstimmen hinter Eva Klotz als zweiter Abgeordneter der UfS ein Mandat erreichen. Bei den Landtagswahlen 2003 konnte Pöder sein Ergebnis deutlich verbessern, blieb aber mit 13.274 Vorzugsstimmen hinter Klotz zurück.
Im Zuge der Zerschlagung des rechtsradikalen Südtiroler Kameradschaftsrings geriet Pöder 2005 in die Schlagzeilen, nachdem die Ermittlungsbehörden Kontakte zwischen Pöder und den Rechtsextremen hatten nachweisen können. In einem Telefonat mit dem Anführer der Gruppierung Südtiroler Kameradschaftsring hatte er den früheren Präsidenten des Zentralrates der Juden Michel Friedman als „Arschloch“ sowie einen Vortrag der rechtsradikalen Gruppierung in Sterzing als „geil“ bezeichnet. Pöder interpretierte seine Kontakte als Versuch, diese Gruppe zu erziehen, und konnte rechtlich letztlich nicht belangt werden.
2007 forderte Pöder das Festhalten an einer „Tiroler Leitkultur“.
2007 kam es innerhalb der UfS zum Bruch zwischen Pöder und Eva Klotz. Pöder setzte sich bei der Wahl zum Parteiobmann gegen Klotz durch, die daraufhin mit ihren Mitstreitern die Partei verließ und die Bewegung Süd-Tiroler Freiheit ins Leben rief. Obwohl sich Pöder parteiintern hatte durchsetzen können, bremste der Konflikt mit Klotz und die Affäre rund um den Südtiroler Kameradschaftsring seine politische Korriere ein. Bei den Landtagswahlen 2008 erreichte die UfS nur mehr einen Stimmenanteil von 2,3 % und Pöder als Spitzenkandidat 3.981 Vorzugsstimmen, wodurch die UfS nur mehr ein Mandat im Landtag halten konnte. Dieses Mandat verteidigte er auch bei den Landtagswahlen 2013, indem seine Partei, die sich in BürgerUnion umbenannt hatte, ein Wahlbündnis mit der Kleinpartei Ladins Dolomites und der Liste Wir Südtiroler des ehemaligen Abgeordneten der Freiheitlichen Thomas Egger einging. Bereits im März 2014 kündigte Pöder dieses Bündnis mit den zwei Partnerparteien wieder auf.
Im Rahmen der Landtagswahlen 2018 erzielte die Bürgerunion nur noch 1,3 % der Stimmen, wodurch Pöder einen erneuten Einzug in Landtag und Regionalrat verpasste.
Im Zuge der Proteste gegen den Lockdown im Februar 2021 drohte Pöder dem Südtiroler Landtag, sich nach dem Vorbild der Erstürmung des Kapitols in Washington „Zugang zum Landhaus zu verschaffen“, um dort seine Forderungen zum Ausdruck zu bringen.